# Siphonogorgia crassa
Siphonogorgia crassa is een zachte koraalsoort uit de familie Nidaliidae. De koraalsoort komt uit het geslacht Siphonogorgia. Siphonogorgia crassa werd in 1889 voor het eerst wetenschappelijk beschreven door Wright & Studer. 